# Vasalunds IF
El Vasalunds IF es un equipo de fútbol de Suecia que juega en la Primera División de Suecia, la tercera categoría nacional.

## Historia
Fue fundado en el año 1934 en la capital Estocolmo y desde su fundación está afiliado a la Asociación de Fútbol de Estocolmo. En 2002 se fusionó con el Essinge IK y pasó a llamarse Vasalund/Essinge IF, pero la fusión fue disuelta en 2008.

## Palmarés
- Division 2 Norra Svealand (1): 2018
- Division 3 Norra Svealand (1): 2002

## Clubes afiliados
- AIK.[2]